# Жардкі
Жардкі (пол. Żardki) — село в Польщі, у гміні Джевиця Опочинського повіту Лодзинського воєводства.
Населення — 426 осіб (2011).
У 1975-1998 роках село належало до Радомського воєводства.

## Демографія
Демографічна структура станом на 31 березня 2011 року:
|          | Загалом | Допрацездатний вік | Працездатний вік | Постпрацездатний вік |
| -------- | ------- | ------------------ | ---------------- | -------------------- |
| Чоловіки | 216     | 48                 | 143              | 25                   |
| Жінки    | 210     | 38                 | 110              | 62                   |
| Разом    | 426     | 86                 | 253              | 87                   |